# 趙元偁
楚恭惠王赵元偁（981年—1014年），字令闻，宋太宗第七子，母臧贵妃。端拱元年（988年）二月，七岁授检校太保、右卫上将军、泾国公。至道二年（996年）二月，领鄂州都督、武昌军节度使。宋真宗即位，加同平章事、安定郡王，进检校太傅。景德二年（1005年），郊祀，十一月，迁宣德、保宁两镇，进封舒王。大中祥符二年（1009年）正月，宋真宗东封泰山，加元偁检校太尉兼侍中，移平江、镇江军節度。四年（1011年）四月，元偁从祀汾阴后土，加兼中书令，改镇南、宁国军节度使。五年（1012年），拜太保。十一月，授守太傅。自景德后，每有大事，皆为终献。
赵元偁身体羸弱多病，宋真宗到真源时，元偁已得病，恳求扈从。至鹿邑病重，乘坐肩舆先归。车驾还京，临问数四次。七年（1014年）四月，去世，年三十四岁。废朝五日，赠太尉、尚书令，追封曹王，谥号恭惠。宋仁宗即位，贈太師。明道二年（1033年）九月，追封華王。宋英宗即位，追封蔡王。元符三年（1100年）三月，追封楚王。赵元偁有集三卷、笔札一卷，宋真宗为他制序，藏于秘阁。
独子赵允则早夭无子，故趙元偁的侄子赵允升的儿子赵宗达被过继为趙元偁的孙子。
子孙：独子赵允则→赵宗达（过继）→赵仲约

## 延伸阅读
[在维基数据编辑]
 《宋史·卷245》，出自脱脱《宋史》